# شريف دسوقي
شريف دسوقي (26 نوڤمبر 1967، الإسكندرية) هو حكّاء وممثل ومؤلف ومخرج مصري، وصاحب جائزة أفضل ممثل في مهرجان القاهرة السينمائي الدولي التاسع والثلاثين عام 2018.

## عن حياته

### مسرح إسماعيل ياسين
ولد شريف دسوقي في محافظة الإسكندرية واتجهت ميوله المسرح منذ الصغر، حيث كان والده مديراً لمسرح إسماعيل ياسين منذ 1952، وكان دسوقي يعيش مع والده في منزل بني للأسرة خلف خشبة المسرح، ورغم عمل والده في المسرح إلا أنه رفض دخوله عالم الفن وقام بضربه في أول ظهور له على خشبة المسرح. وعمل شريف في كل مهن المسرح تقريبا كفني صوت وفني خشبة مسرح. لكن عندما هُدم مسرح إسماعيل ياسين وغالبية مسارح الإسكندرية الصيفية وبُنيت مكانها مباني، ترك العمل في مهن المسرح واتجه للعمل بقصور الثقافة والفرق المستقلة منذ 1990.

### الاتجاه للتمثيل
بسبب معرفة شريف بكوادر التمثيل تبنّاه فنيََا أساتذة التمثيل أكاديمية الفنون وجامعة الإسكندرية، وألحقوه بعديد ورش التمثيل والمسابقات الفنية، دخل شريف مسابقات في الهيئة العامة لقصور الثقافة، كانت بداية الإحتكاك الإحترافي مع الفرق المستقلة عام 2004، وسافر وقتها إلى النمسا والمانيا ودول المغرب العربي وقطر لاكتساب الخبرات من حضور الورش والدورات التمثيلية.

## مسيرته المهنية
قام بكتابة وإخراج العديد من العروض المسرحية كما عمل كمدرب تمثيل وممثل مسرحي وسينمائي، تميز في فن الحكي والارتجال حتى وصل لدرجة حكاء.
بدأ دسوقي مشواره السينمائى الاحترافي عام 2003 بتجارب سينمائية محدودة بداية من فيلم العنف والسخرية من إخراج أسماء البكري، والفيلم القصيرة (حاوى) و (حار جاف صيفًا)، كما شارك في مسلسل زي الورد من بطولة يوسف الشريف عام 2012.
وتعرف على المخرج أحمد عبد الله السيد أثناء تصويره فيلم «ميكروفون» عام 2010، وشاهد فيلمه القصير «حاوى» ليقرر عبد الله ترشيحه لدور «مصطفى» في فيلم «ليل خارجى».
لفت نظر المخرجه كاملة أبو ذكري بعد أن شاهدت فيلم ليل خارجي فقامت بمطالبة الشركة المنتجة للعمل، العدل جروب، بأن يكون من ضمن فريق عمل مسلسل ب100 وش الذي صدر في رمضان 2020، في دور «سباعي» كأول ظهور درامي كبير له بعد مشاركته في مسلسل زي الورد عام 2012، ومسلسل لمس أكتاف عام 2019.

## أعماله

### الأفلام
| السنة | الفيلم            | الدور                    |
| ----- | ----------------- | ------------------------ |
| 2003  | العنف والسخرية    | ماجد                     |
| 2010  | حاوي              | جعفر                     |
| 2018  | ليل/ خارجي        | مصطفي                    |
| 2021  | وقفة رجالة        | حسين                     |
| 2021  | ثانية واحدة       | محمود الشامي - والد دينا |
| 2021  | ماما حامل         | دكتور بليغ               |
| 2021  | الشنطة            |                          |
| 2021  | الإنس والنمس      | والد تحسين               |
| 2021  | 30 مارس           |                          |
| 2021  | عروستي            |                          |
| 2022  | حدث في 2 طلعت حرب | عم عبده / شعبان          |
| 2022  | فضل ونعمة         | خردواتي السمري           |
| 2022  | حظك اليوم         | عزمي                     |
| 2023  | ع الزيرو          | عم ميمي                  |
| 2023  | بيت الروبي        |                          |
| 2023  | البعبع            |                          |

### المسلسلات
| السنة | المسلسل                | الدور       |
| ----- | ---------------------- | ----------- |
| 2012  | زي الورد               | عم رمضان    |
| 2019  | لمس أكتاف              | عبد المنجي  |
| 2020  | ب100 وش                | سباعي       |
| 2020  | مملكة إبليس: نار الجنة | رضوان       |
| 2020  | ما وراء الطبيعة        | الدجال      |
| 2020  | العمارة                | البواب      |
| 2021  | نجيب زاهي زركش         | حسان برنيطة |
| 2022  | دايما عامر             |             |
| 2022  | وش وضهر                | محمد        |
| 2023  | سره الباتع             | الدرويش     |

### الأفلام القصيرة
| السنة | الفيلم            | الشخصية           |
| ----- | ----------------- | ----------------- |
| 2008  | الطريق الي أطاليا | حسن الفلاح        |
| 2010  | اعمل كدة          | عامل النظافة      |
| 2012  | زكريا             | الخياط            |
| 2015  | حار جاف صيفا      | مصور الفوتوجرافيا |
| 2019  | هذة ليلتي         | صاحب السوبر ماركت |

### المسرحيات
| السنة | المسرحية               | الشخصية |
| ----- | ---------------------- | ------- |
| 2010  | العودة                 | المحرك  |
| 2021  | ياما في الجراب يا حاوي | جوان    |

## الجوائز
- جائزة أحسن ممثل مركز ثالث مكرر علي مستوي الجمهورية عن عرض ووزالبرت عام 1997
- جائزة أحسن ممثل مركز ثالث علي مستوي الجمهورية عن عرض حكمة القرود عام 1998
- جائزة أحسن ممثل مركز ثاني مكرر علي مستوي الجمهورية عن عرض الاولاد الطيبون يستحقون العطف عام 1999
- جائزة أحسن ممثل مركز أول عن عرض أخر الشارع عام 2000
- جائزة أحسن ممثل أول عن عرض ساعة في قلبك عام 2001
- حصل علي لقب bird theater (طائر المسرح) في النمسا وكان الشخصية السابعة المبدعة علي العالم في عام 2007
- حصل علي ورشة تدريب ممثل مع الممثل العالمي كيفين سبيسي في الدوحة عام 2010
- جائزة أحسن ممثل مركز أول علي مستوي الجمهورية عن عرض واحد عصافرة عام 2012
- جائزة أفضل حكاء في المهرجان القومي عن عرض كنسوة الغوري إخراج حمد مرسي عام 2016
- جائزة الهرم الذهبي كأفضل مثل في مهرجان القاهرة السينمائي الدولي دورة 40 عن فيلم ليل خارجي 2018.
- جائزة جمعية أعمال ونقاد السينما المصرية عن فيلم ليل خارجي عام 2018

## روابط خارجية
- شريف دسوقي على موقع الدهليز
- شريف دسوقي على موقع قاعدة بيانات الأفلام العربية